# Actias dulcinea
Actias dulcinea är en fjärilsart som beskrevs av Butler 1881. Actias dulcinea ingår i släktet månspinnare, och familjen påfågelspinnare. Inga underarter finns listade i Catalogue of Life.